# Синичкин, Фёдор Михайлович
Фёдор Михайлович Синичкин (27.12.1901—17.07.1962) — советский военнослужащий, участник Великой Отечественной войны, Герой Советского Союза.

## Биография
Родился в 1901 году в селе Гавриловка и в крестьянской семье. Летом 1919 г. его призвали в Красную Армию и направили в 5-й приволжский запасной полк. Осенью переведён в 479-й пехотный полк, в составе которого попал на фронт в районе Петрограда, где сражался против частей Юденича. В годы гражданской войны воевал с войсками Деникина, Юденича, Колчака. В 1921 г. в составе делегатов X съезда РКП(б) принимал участие в ликвидации Кронштадтского мятежа.  В 1928 году окончил Ленинградскую пехотную школу, а затем служил в Белорусском военном округе.
22 июня 1941 года застало капитана Синичкина в Белоруссии на самой границе, где он командовал отдельным автомобильным батальоном. В те дни батальон разрывали на части, но в первую очередь автомашины нужны были для подвоза боеприпасов. Первый бой дивизия, в которой служил капитан Синичкин, приняла под крепостью Осовец. Силы были неравны. Батальон оказался в окружении. Машины остались без горючего. Решено было подорвать их и сжечь, чтобы не достались врагу, а самим вырваться из кольца. Пробивались одновременно мелкими группами, в разных направлениях. Капитан Ф. М. Синичкин вывел свою группу почти без потерь, но она оказалась в глубоком тылу противника, в лесах Налибокской пущи. В это время в этих непроходимых лесах было немало советских солдат и командиров, они объединялись в боевые группы, чтобы бороться с врагом.
Вскоре по деревням распространилась молва о капитане, который в открытую носит свои боевые награды и не знает страха. И будто бы прислали его из Москвы для борьбы с фашистами. В лес пошли люди. Группа выросла в отряд. Первое серьёзное боевое крещение отряд получил под блок—постом Комолово, что на перегоне железной дороги Столбцы—Минск. Комолово охранялось довольно крупным немецким гарнизоном. Бой был тяжёлым. В момент, когда он заканчивался, к посту подошёл поезд с гитлеровцами. Пришлось отступить. На разборе операции Ф. М. Синичкин взял вину на себя: надо было предусмотреть такую случайность.
В Налибокскую пущу для организации и дальнейшего развёртывания партизанского движения прибыли посланцы с Большой земли. В короткое время они организовали особое соединение из партизанских отрядов. В конце 1942 года капитана Ф. М. Синичкина вызвали в штаб соединения и приказали в Липичанской пуще собрать разрозненные партизанские отряды и объединить их под своим командованием. В первом приказе по этой бригаде во втором параграфе говорилось: "В целях объединения партизанских сил для борьбы с германским фашизмом и совместной обороны из отрядов Булата, Вешохина, Макарова, Александрова, Шкрума, создаю бригаду. Бригаде присвоить название «Ленинская бригада». На вооружении бригады были танкетка, бронемашина, 4 пушки, 28 пулемётов, автоматы и винтовки.
К маю 1943 года число партизан в бригаде увеличилось до двух тысяч. Она стала для врага крупной и опасной силой. Операции проводились очень часто: пускали под откос поезда, рвали мосты, валили столбы линейной связи. Стремясь обезопасить свой тыл, фашистское командование бросило против бригады целую боевую дивизию, сняв её с фронта. Передовой её отряд, численностью до 300 солдат, двигался по шоссе. Узнав об этом, капитан Синичкин приказал роте Булата при поддержке танкетки ударить во вражеский тыл. Пропустив колонну, танкетка настолько стремительно выскочила из леса, что раздавила «опель» с фашистскими офицерами. Завязался бой. Грузовики буквально расстреливали из пулемётов. Однако замешательство врага длилось недолго. Тогда командир бригады ввёл в действие главные силы, но и противник получил подкрепление. Пришлось отойти к лесу.
Партизаны заняли оборону на берегу реки Щара. Бой разгорался, становился более ожесточённым. На исходе третьих суток боя врагу удалось форсировать Щару. Комбриг приказал отходить в Грабовский лес, отходить с боями, изматывая противника.
16 декабря командир бригады собрал командиров и изложил свой план. По его замыслу надо было бригаду разделить на два крупных отряда, один из которых пойдёт в сторону Пинских болот, другой возьмёт направление на Нелидовскую пущу с задачей выйти из «клещей» противника и ударить с флангов, а если удастся, то и в тыл.
Задумка капитана полностью осуществилась. В боях с партизанами каратели потеряли более тысячи убитых и около четырёхсот раненых. В бригаде же во время блокады погибло 8 партизан и лишь троих ранило. Так и не достигнув цели, гитлеровцы убрались восвояси. В зоне действия бригады была восстановлена советская власть.
В марте 1943 года в бригаду прибыл уполномоченный ЦК Коммунистической партии Белоруссии и Белорусского штаба партизанского движения С. П. Шужня и вручил Ф. М. Синичкину новый приказ: Приступить к формированию ещё одной бригады на основе трёх отрядов из «Ленинской бригады».
В короткое время была организована новая бригада. К концу 1943 года она насчитывала восемьсот человек. Бригаду назвали именем Кирова. Кировцы подтвердили своё высокое звание боевыми делами. Только в сентябре — октябре 1943 года они пустили под откос 26 вражеских эшелонов, уничтожили до 500 солдат, взорвали более 20 железнодорожных и шоссейных мостов. Сформировав, вооружив и проверив в боевых действиях новую партизанскую бригаду, капитан Ф. М. Синичкин в конце 1943 года оставил её и вернулся в свою родную «Ленинскую бригаду» командиром.
И вот комбриг снова с боевыми друзьями. Под его руководством разрабатывается операция по захвату крупного, сильно укреплённого вражеского гарнизона в Руде Яворской. Здесь у гитлеровцев насильно служат местные жители. Этим-то обстоятельством и решил воспользоваться капитан Синичкин. Вскоре разведка установила связь с насильно мобилизованными людьми. В ночь на 19 марта 1944 года штурмовые группы скрытно вышли на исходный рубеж. Миновав посты, партизаны бесшумно вошли в гарнизон. Группа под командованием В. Битько окружила бункер, в котором находились фашисты. По его сигналу партизаны через печную трубу забросали бункер гранатами. Живым не вышел ни один фашист.
Второй бункер штурмовала группа Шубина. Сильный огонь прижал партизан к земле. Из амбразуры строчил ручной пулемёт. Шубин, несмотря на своё ранение, всё-таки метнул гранату, и пулемёт замолчал. Партизаны ворвались в бункер, завязалась рукопашная схватка. Оставшиеся в живых немцы сдались без боя. Партизаны захватили богатые трофеи. Уничтожили около трёх десятков офицеров и рядовых бойцов.
В начале июня 1944 года Фёдору Михайловичу снова пришлось расстаться с «Ленинской бригадой». На этот раз навсегда. Его вызвали в Москву для работы в Центральном штабе партизанского движения. Уже без него партизаны встретились с наступающими частями Красной Армии.
Указом Президиума Верховного Совета СССР от 15 августа 1944 г. Федору Михайловичу Синичкину за мужество и героизм, проявленные в борьбе с немецко-фашистскими захватчиками было присвоено звание Героя Советского Союза.
В 1945 году капитан Ф. М. Синичкин ушёл в запас.
После окончания войны, вся оставшаяся жизнь Федора Михайловича была связана с городом Слонимом, где он долгое время работал председателем Слонимского райисполкома.
Умер Фёдор Михайлович Синичкин в 1962 году в городе Слониме и похоронен на городском Ружанском кладбище. В 1970 году на могиле поставлена стела.

## Награды и звания
Указом Президиума Верховного Совета СССР от 15 августа 1944 года за образцовое выполнение боевых заданий в тылу врага и особые заслуги в развитии партизанского движения в Беларуси капитану Федору Михайловичу Синичкину было присвоено звание Героя Советского Союза с вручением ордена Ленина и медали "Золотая Звезда". Он награждён двумя орденами Ленина, орденом Красной Звезды и медалями.

## Память
- В честь Героя названа одна из центральных улиц Слонима, в Слонимском районном краеведческом музее экспонируются материалы о нём.
- Имя Героя присвоено гимназии № 1 в Слониме[3]. На здании гимназии установлена мемориальная доска в честь Героя[2]. Одна из экспозиций музея гимназии посвящена Ф. М. Синичкину.
- 7 мая 2024 года в Слониме на здании районной библиотеки имени Якуба Коласа в преддверии Дня Победы торжественно открыта памятная доска, посвящённая Герою Советского Союза Фёдору Михайловичу Синичкину[4]. Надпись: "В этом здании с апреля 1946 г. по октябрь 1947 г. работал председателем исполкома Слонимского районного Совета депутатов трудящихся командир партизанских бригад "Ленинская" и имени "С. М. Кирова" в годы Великой Отечественной войны Герой Советского Союза Фёдор Михайлович Синичкин (27.12.1901 — 17.07.1962)".